# Coup d'État de juillet 1966 au Burundi
Le 8 juillet 1966, un coup d'État a lieu au Burundi, le second dans l'histoire d'après l'indépendance. Le gouvernement, loyal envers le roi (mwami) Mwambutsa IV, parti en exil après un précédent coup d'État manqué, est renversé .
Le précédent de 1965, dû aux Hutus, avait provoqué des tensions qualifiées d'ethniques entre les Hutus et la classe dirigeante tutsi. L'action de juillet 1966 est une réaction des extrémistes tutsis contre ce qu'ils appellent la dangereuse tendance modératrice du roi Mwambutsa, lequel essayait de maintenir l'équilibre gouvernemental entre Hutus et Tutsis.
En mars 1966, après être parti en exil, le roi Mwambutsa avait délégué son pouvoir royal à son fils, le prince Charles Ndizeye. Le 8 juillet 1966, les forces fidèles à Ndizeye renversent le gouvernement pro-Mwambutsa de Léopold Biha et l'installent au pouvoir. Il est officiellement couronné en septembre, prenant le nom royal de Ntare V. Il promet un gouvernement fort, des mesures anti-corruption et une nouvelle constitution. Le 11 juillet, Ntare nomme le général Michel Micombero, un officier tutsi qui avait joué un rôle majeur dans son installation sur le trône, au poste de Premier ministre. Moins de cinq mois plus tard, Micombero perpètre un troisième coup d'État, le 28 novembre 1966, chassant le roi d'un trône qu'il n'aura occupé que six mois. Micombero abolit la royauté et proclame la république. Cela lui permet d'instaurer un parti unique et une dictature militaire qui durent jusqu'à ce qu'il soit lui-même renversé en 1976.
Ntare V prend la fuite et ne retourne dans son pays, en provenance d'Ouganda, qu'en 1972. Il est assassiné dans des circonstances qui n'ont jamais été totalement élucidées,.